# 德索托 (印地安納州)
德索托（英語：DeSoto）是位於美國印地安納州特拉華縣的一個非建制地區。該地的面積和人口皆未知。

## 地理
德索托的座標為40°14′49″N 85°17′37″W / 40.24694°N 85.29361°W，而該地的平均海拔高度為286米（即938英尺）。